# László Sárosi
László Sárosi (Budapest, 12 ottobre 1946) è un ex pallanuotista ungherese, vincitore di una medaglia d'oro alle olimpiadi di Montréal 1976, una d'argento a Monaco 1972 ed una di bronzo a Città del Messico 1968. Vanta anche un oro mondiale (Belgrado 1973) ed uno europeo (Vienna 1974). Nelle medesime competizioni ha anche ottenuto una medaglia d'argento. Con l'Ujpest vinse un campionato ungherese e due Coppe d'Ungheria. 